# Кощухино
Кощухино — деревня в Судогодском районе Владимирской области России, входит в состав Лавровского сельского поселения.

## География
Деревня расположена в 11 км на северо-запад от центра поселения деревни Лаврово и в 12 км на северо-запад от райцентра города Судогда.

## История
Деревня Кощухино впервые упоминается в писцовых книгах 1637-43 годов, где значилась за Федором Федоровичем Сверчковым.
В XIX — первой четверти XX века деревня входила в состав Даниловской волости Судогодского уезда, с 1926 года — в составе Судогодской волости Владимирского уезда. В 1859 году в деревне числилось 4 дворов, в 1905 году — 13 дворов, в 1926 году — 21 хозяйств.
С 1929 года деревня входила в состав Суховского сельсовета Судогодского района, с 1940 года — в составе Торжковского сельсовета, с 1954 года — в составе Чамеревского сельсовета, с 2005 года — в составе Лавровского сельского поселения.

## Население
| 1859 | 1905 | 1926 |
| ---- | ---- | ---- |
| 40   | 79   | 114  |

| 1859 | 1905 | 1926 | 2002 | 2010 | 2021 |
| ---- | ---- | ---- | ---- | ---- | ---- |
| 40   | ↗79  | ↗114 | ↘0   | →0   | ↗1   |